# Карельский язык
Каре́льский язык (карел. karjalan kieli) — язык карелов, один из прибалтийско-финских языков. Число говорящих — около 40—50 тыс. человек, в том числе в России — 25,6 тыс. человек (по данным переписи 2010 года; из них в Республике Карелия — 15 тыс. человек), в Финляндии — 10—20 тыс. человек.
На карельском языке имеется богатая устно-поэтическая традиция. Карельский народ является автором эпоса «Калевала», собранного и обработанного финским лингвистом Элиасом Лённротом (1802—1884).
В 1937—1940 годах карельский был государственным языком в Карельской АССР (наряду с финским и русским).

## Лингвистическая география

### Социолингвистические сведения
C 1940-х годов до конца XX века — язык бытового общения, поскольку в 1940 году директивно был лишён статуса официального языка во всех национально-территориальных образованиях на территории СССР и принудительно вытеснен из всех сфер применения, кроме бытовой. Тогда же государственным языком Карело-Финской ССР был объявлен финский.
Современная письменность основана на латинице, из-за чего карельскому языку не был предоставлен статус государственного в Республике Карелия (согласно федеральному законодательству, в отсутствие специального законодательного акта лишь кириллица может быть письменностью языка, являющегося государственным в регионе Российской Федерации). Таким образом, карельский язык — единственный язык титульного этноса республики в составе РФ, не являющийся государственным.
С 2009 года карельский язык в Финляндии имеет статус языка национального меньшинства, на котором разговаривают около 5 тысяч человек, а также выпускается литература.
В 2011 году Обществом карельского языка (председатель общества — архиепископ Лев (Макконен)) началось издание журнала на карельском языке «Karjal Žurnualu» (в основном, на ливвиковском диалекте, но собственно-карельский и тверской также были представлены).

### Диалекты
Карельский язык имеет три основных диалекта:
- собственно карельский — наиболее близок к финскому языку;
- ливвиковский (олонецкий) — совмещает основные черты собственно карельского диалекта и ряд особенностей вепсского языка; в выпущенном ЮНЕСКО «Атласе языков мира, находящихся под угрозой исчезновения» (англ. Atlas of the World’s Languages in Danger), ливвиковский язык классифицируется как самостоятельный[13];
- людиковский — имеет сильно выраженные черты вепсского языка; в выпущенном ЮНЕСКО «Атласе языков мира, находящихся под угрозой исчезновения», людиковский язык классифицируется как самостоятельный[13].

Кроме перечисленных, существуют:
- тверской диалект языка, бытующий среди тверских карел и по своим особенностям наиболее близкий к архаичному собственно-карельскому языку ещё до того, как он испытал сильное влияние вепсского языка;
- диалекты валдайских и тихвинских карел.

В выпущенном ЮНЕСКО «Атласе языков мира, находящихся под угрозой исчезновения» эти три диалекта классифицируются как самостоятельные языки.
Весьегонский диалект отличается от остальных диалектов наречия тверских карел. Переселившиеся в восточную часть Весьегонского уезда Тверской губернии карелы смешались с ранее проживавшей здесь близкородственной им егонской весью (вепсами), и поэтому в местном диалекте чувствуется сильное влияние вепсского языка, что сближает его с ливвиковским и людиковским наречиями карельского языка.
В целом, особенностью диалектов карельского языка является то, что они значительно разнятся по структуре, лексике, фонетике и морфологии. Классификационные различия между перечисленными диалектами более существенны, чем, например, между русским и украинским языками, или между мокшанским и эрзянским языками мордвы.
В Финляндии существуют идиомы, рассматриваемые финской лингвистикой как говоры финского языка — в рамках убеждённости в том, что финский народ монолитен[прояснить] — но по сути являющиеся диалектами собственно карельского языка. Ранее эту территорию населяли тверские карелы[прояснить], покинувшие эти земли после их захвата Швецией и получившие дозволения от царя Алексея Михайловича селиться в тверских землях. Это, в первую очередь, так называемые карельские, юго-восточные или выборгские (западнокарельские) диалекты, а также более близкая к финскому саволакская (савоская) группа диалектов. Обе диалектные группы состоят из многочисленных говоров. Выборгские диалекты делятся на два основных наречия, которые называют эвремёйским и савакотским, хотя название «савакот» известно только на Карельском перешейке и в Ингерманландии. Носители эвремёйских говоров жили (живут) в районах, прилегающих к Финскому заливу. Носители говоров савакотского типа живут и жили в районах, прилегающих к Ладожскому озеру и южному берегу Сайменского озера. Эвремёйская диалектная группа очень близка к ижорскому языку и достаточно близка к финскому языку, а говоры савакотской диалектной группы обнаруживают многочисленные связи с собственно карельским языком. Савосская диалектная группа подвергалась начиная с XII века сильному влиянию карельского языка и имеет много общего с западнокарельскими диалектами и собственно карельским языком.
В ходе расселения карелов их язык испытывал влияния языка вепсов — народа, жившего между Ладожским и Онежским озёрами, что привело к формированию системы диалектов карельского языка. В карельском языке выделяются три диалекта: собственно-карельский, ливвиковский и людиковский, которые, в свою очередь, делятся на многочисленные говоры. Собственно-карельский диалект противостоит ливвиковскому и людиковскому как язык древнего племени карела с основными его чертами. Людиковский представляет собой речь с явно выраженными вепсскими чертами: по мнению некоторых исследователей, например, А. Генеца, этот диалект является переходным к вепсскому языку. Ливвиковский же диалект хоть и отличается от собственно-карельского большим количеством вепских языковых явлений, но всё-таки сохраняет несомненную карельскую основу.
Вследствие трагических событий XX века (переселения местного карельского населения вглубь Финляндии в ходе Советско-Финской войны 1939—1940 гг. и его последующей ассимиляции) почти все западнокарельские (юго-восточные) говоры к нашему времени исчезли. Единственным районом компактного проживания носителей этих говоров остался восточный угол финляндской губернии Южная Финляндия, которая включает после реформы 1997 года финляндскую Южную Карелию с городами Лаппеэнранта и Иматра. Раньше этот район относился к Кюминскому лену, а до этого — к Выборгской губернии (лену). Тамошние карельские говоры, особенно в городах и поселках, в послевоенное время подвергались сильному влиянию финского литературного языка и соседних савоских диалектов.
Собственно-карельский диалект по употреблению звонких и глухих согласных делится на северные и южные говоры: северные карелы употребляют только глухие k, p, t, s, š, в то время как в фонологическую систему южных карел собственно-карельского, а также ливвиковского и людиковского диалекта входят их звонкие пары — g, b, d, z, ž: у северных карел šuka «гребешок», joki «река», pata «горшок», kosa «коза», в то время как в языке других групп suga (šuga), jogi, pada, koza. Все три диалекта отличаются друг от друга по конечной огласовке двусложных и в ряде случаев многосложных слов с древней а (ä) в абсолютном конце.
Для карельского языка характерно чередование ступеней согласных, однако это явление в диалектах представлено по-разному.
Междиалектные расхождения обнаруживаются и на лексическом уровне.

#### Список диалектов
- собственно карельское наречие
  - северокарельский диалект
  - южнокарельский диалект
- ливвиковское наречие
- людиковское наречие
  - кондопожский диалект

## Письменность
Древнейшим письменным памятником (XIII век) на карельском языке является Новгородская берестяная грамота № 292 — четыре строки заклинания, оберегающего от молнии. Тем не менее до начала XIX века карельский язык был бесписьменным — известны лишь отдельные записи, в то время как книг на нём не писалось и в школах он не преподавался.
С первой половины XIX века и до 1930-х годов существовала письменность на основе кириллицы. Первой печатной карельской книгой стало Евангелие от Матфея, изданное в 1820 году.
В конце XIX — начале XX века существовало книгопечатание на карельском языке с использованием кириллического алфавита. Однако литературной нормы карельского языка не существовало, что приводило к разнообразному использованию нескольких вариантов алфавита.
В 1931 году был составлен и внедрён латинизированный карельский алфавит.
8 сентября 1937 года вышло постановление Президиума ВЦИК СССР о переводе карельской письменности на русский алфавит. Карельский алфавит был переведён на кириллицу (схожую с алфавитами, которые использовались до революции — имелись дополнительные буквы ä, ö, ÿ). Его подготовкой руководили А. А. Беляков и В. И. Иванов. Письменный язык, созданный на основе собственно карельского и ливвиковского наречий, использовался совсем недолго (около двух лет) и не получил надлежащего развития. В 1939 году преподавание карельского языка в школах республики было директивно отменено. В 1940 году издание литературы на карельском языке прекратилось.
В 1989 году властями Карелии были официально утверждены алфавиты карельского (ливвиковского наречия).
Единый алфавит карельского языка был утверждён постановлением Правительства Республики Карелия № 37-П от 16.03.2007. Постановлением Правительства Республики Карелия от 29 мая 2014 года № 168-П были внесены изменения в указанное постановление, касающиеся дополнения единого алфавита карельского языка буквой С.
| A a | B b | C c | Č č | D d | E e |
| F f | G g | H h | I i | J j | K k |
| L l | M m | N n | O o | P p | R r |
| S s | Š š | Z z | Ž ž | T t | U u |
| V v | Y y | Ä ä | Ö ö | '   |     |

## Лингвистическая характеристика

### Фонетика и фонология

#### Гласные
Современная система гласных звуков карельского языка (на основе данных тихвинского говора собственно-карельского диалекта и других диалектов) включает:
- гласные переднего ряда: i, ī, ü, ǖ;
- заднего ряда верхнего подъёма: į, u, ū;
- переднего ряда среднего подъёма: e, ē, ö, ö-долгое;
- заднего ряда среднего подъёма: o, ō;
- переднего ряда нижнего подъёма: ä, ä-долгое;
- заднего ряда нижнего подъёма: a, ā, i (русск. «ы») — встречается, в основном, в заимствованных словах; в исконных словах встречается, как вариант, i после непалатализованного согласного.

В карельском языке широко представлены сочетания двух гласных (дифтонги):
- восходящие: ua, uo, oa, ia, ie, iä, eä, üä, öä;
- нисходящие: ai, oi, ui, äi, öi, ei, iu.

Для людиковского диалекта и некоторых говоров ливвиковского и собственно-карельского диалекта характерны сочетания из трёх гласных, то есть трифтонги (maguau «он спит», muguoine «такой», suai «до»). Долгота гласных и противопоставления кратких долгим имеет фонологическое, смыслоразличительное значение (tūl’i «ветер»; tuli «огонь»).

#### Согласные
Набор согласных звуков карельского языка включает
- шумные взрывные: p, b, t, d, t', d', k, g;
- шумные фрикативные: f, v, s, š, s', ẕ, ž, ẕ', j, h;
- аффрикаты: c, č, ž;
- сонорные: m, n, n', ñ, l, l', r, r'.

В определённых позициях d, v, m, l, n, k, p, r, s, š, t, č имеют удвоенные пары — геминаты. Согласные f и с встречаются только в русских заимствованиях.

#### Ударение
Главное ударение в исконных словах падает на первый слог, второстепенное — на последующие нечетные слоги, кроме последнего.

#### Фонетические особенности языка
Для карельского языка характерна гармония гласных: если в первом слоге выступает гласный переднего ряда, то в последующих слогах могут выступать лишь гласные того же ряда, и, наоборот, при задних гласных в первом слоге в последующих слогах выступают гласные заднего ряда, i и e в отношении гармонии гласных нейтральны. В сложных словах каждый компонент «гармонизирует» как изолированное слово.

### Морфология
По типологической классификации карельский язык относится к агглютинативным. Однако в силу произошедших в нём изменений большую роль играет и флексия. Весьма широко представлены также аналитические способы выражения грамматических значений (сложные глагольные времена, степени сравнения, посессивности).

#### Структура словоформы
Структура словоформы в карельском языке прозрачна: категориальные маркеры в имени располагаются в следующей последовательности: корневая морфема, числовой показатель, падежное окончание и лично-притяжательный суффикс (sizärillez «у твоих сестёр», где sizär — основа на согласный; -i — показатель множественного числа; -lle — окончание аллатива; -z — лично-притяжательный суффикс второго лица). У частей речи, характеризующихся наличием категории степени сравнения, названный показатель предшествует числовому показателю (čomembilla «у более красивых», где čome — основа; -mb — показатель сравнительной степени; -i — показатель множественного числа; -lla — окончание адессива). Глагольные словоизменительные маркеры располагаются в следующей последовательности: корневая морфема, показатель времени, наклонения и лица/числа (ottazin «я взял бы», где otta — сильноступенная глагольная основа; -ø — показатель настоящего времени; -zi — показатель сослагательного наклонения; -n — показатель первого лица ед. ч.).
Следовательно, линейная последовательность служебных морфем строго определена. Базовая часть (корень, основа) в карельском языке характеризуется сложностью изменяемости. Все значимые слова имеют основу на гласный, но определённая группа слов имеет базовую морфему и на согласный (так называемые двуосновные слова, например, šammal «мох»; šammalen — ген. ед. ч.; šammalda — парт. ед. ч.). Многообразие видов основ обуславливается чередованием ступеней согласных, альтернацией гласных и т. д. Чередование гласных в словах, охваченных данным явлением, выступает как обязательное средство для образования той или иной словоформы. При именном и глагольном словоизменении наблюдаются альтернации гласных внутри базовой морфемы. На словообразовательном уровне деривационные суффиксы следуют в порядке ступеней словообразования и предшествуют словоизменительным.

#### Части речи
В карельском языке среди всей лексики выделяются следующие знаменательные части речи:
- имена существительные, изменяющиеся по падежам и числам (некоторые имеют и формы степеней сравнения);
- имена прилагательные, изменяющиеся по падежам, числам и степеням сравнения;
- имена числительные;
- местоимения, изменяющиеся по падежам и числам;
- наречия, имеющие (лишь некоторые) степени сравнения;
- глагол, имеющий формы спряжения (наклонение, время, лицо, число).

К группе служебных слов относятся неизменяемые части речи: предлоги/послелоги, союзы и частицы. В третью группу входят междометия.

#### Имена
У всех имён грамматическое лицо выражается противопоставлением единственного и множественного числа. Некоторые имена существительные имеют только форму множественного числа, например, имена, обозначающие предметы, состоящие из сложных составных частей. Показатель единственного числа — нулевой, а показателями множественного числа выступают -t, -i, -loi/-löi, имеющие дополнительную дистрибуцию по типам основ и падежам.
Широкий круг падежных значений выражается с помощью падежных формантов. Расширению падежных значений служат предлоги и послелоги. В целом, можно выделить 15 падежей, хотя не во всех диалектах и их говорах они употребляются в равной мере:
1. Номинатив (кто? что?);
2. Генитив (кого? чего? чей?);
3. Партитив (кого? что? нет…);
4. Эссив (кем? чем? быть…);
5. Транслатив (кем? чем? стать…);
6. Инессив (в ком? в чём? где?);
7. Элатив (из кого? из чего?);
8. Иллатив (в кого? во что? куда?);
9. Адессив (на ком? на чём? где?);
10. Аллатив (на кого? на что? куда?);
11. Аблатив (от кого? от чего? откуда?);
12. Абессив (без кого? без чего?);
13. Комитатив (с кем? с чем?);
14. Инструктив (как? каким образом?);
15. Пролатив (сколько раз? через что?).

Посессивность в большинстве говоров выражается генетивной формой имени существительного или личного местоимения, обозначающего обладателя + имя, обозначающее обладаемое. Однако в ряде говоров в разной степени используется и древняя лично-притяжательная суффиксация.
Имена прилагательные состоят из качественных и относительных. Для прилагательных характерна категория степеней сравнения. Склонение имен прилагательных не отличается от словоизменения существительных.
По своему составу числительные бывают простые, сложные (состоящие из двух и более корней) и составные (состоящие из двух или нескольких простых или сложных числительных). Порядковые числительные образуются при помощи суффикса š (s), присоединяемого к гласной основе. Числительные «первый» и «второй» образуются супплетивно. Формообразование простых числительных не отличается от словоизменения существительных.

#### Местоимения
Местоимения склоняются аналогично существительным, лишь изменение личных местоимений отличается глубиной фонетических изменений.
Выделяются следующие разряды:
- личные;
- возвратно-усилительные;
- указательные;
- вопросительные (употребляются и как относительные);
- определительные;
- отрицательные;
- неопределенные.

#### Глагол
Ни залоговой, ни видовой категорий в карельском языке нет. Залоговые значения передаются при помощи суффиксов отглагольного словообразования залоговой направленности.
Категория времени
Глагол имеет четыре формы времени: презенс, имперфект, перфект и плюсквамперфект. Презенс и имперфект — простые времена, настоящее время не имеет формального показателя (anna-n «я даю», anna-mma «мы даём»), имперфект образуется с помощью суффикса -i (anno-i-n «я дал», anno-i-mma «мы дали»), который в третьем лице ед. ч. может выпадать, тогда показателем прошедшего времени выступает сильная гласная основа прошедшего времени. Перфект, кроме третьего лица мн. ч., образуется с помощью вспомогательного глагола olla в форме презенса + причастие прошедшего времени на -nun от смыслового глагола, третьего лица мн. ч образуется при помощи вспомогательного глагола olla в соответствующей личной форме — ollah «они есть» + имперсональное причастие на tu/ttu/du. Плюсквамперфект образуется аналогично, лишь вспомогательный глагол стоит в форме имперфекта.
Категория наклонения
Модальные значения в глаголе выражаются формами четырёх наклонений. Реальность действия выражается индикативом (mie kezrien «я пряду»), вероятность, возможность действия — потенциалом (mie kezriännen «возможно, я напряду»), сомнительность, условность — кондиционалом (mie kerzriezin «я напряла бы»), побуждение к действию — императивом (kerzrie «ты напряди»). Грамматическая категория лица-числа выражается маркерами.
- Индикатив не имеет показателя; реализуется в четырёх формах времени: презенсе, имперфекте, перфекте и плюсквамперфекте.
- Потенциал имеет свой маркер — -nne/-ne и имеет форму презенса и перфекта.
- Кондиционал, маркированный суффиксом -izi/-zi/-is, имеет те же временные формы, что и потенциал.
- Императив не имеет дифференцированных временных форм; его показателями выступают -kka/-ga и их модификации.

В глагольной сфере отрицание выражается аналитически: личные формы отрицательного глагола + неличные (восполнительные) формы смыслового глагола.
Инфинитив
Выделяются два инфинитива: I, или t-овый, и II, или m-овый. Первый имеет две падежные формы — инессивную и инструктивную. Второй выступает в иллативной, элативной, инессивной, абессивной и партитивной падежных формах. В карельском языке четыре причастные формы: причастие настоящего времени на -ja, -i, -e, имперсональные формы настоящего времени на -ttava, -tava, -dava; причастия прошедшего времени на -nnun, -nun, -nu и имперсональные формы на -tu, -ttu, du.

#### Наречие
Наречия находятся в синтаксических связях с глаголом и могут определять его в качественно-относительном, во временных, местных и других аспектах.

#### Служебные части речи
Предлоги и послелоги как служебные слова употребляются с падежными формами имен. Предлоги употребляются в основном с генитивом и партитивом. Послелоги употребляются с косвенными падежами. Союзы по своему составу могут быть простыми, сложными и составными, расчлененными, у которых один компонент находится в первой части сложного предложения, а второй — в другой. Выделяются частицы-слова и частицы-суффиксы. Первые в отношении дистрибуции свободны, вторые — ограничены (среди них выделяются препозитивные и постпозитивные).

#### Междометия
Для выражения (но не называния) чувств, экспрессивных оценок, волевых побуждений, призыва служит лексико-грамматический класс неизменяемых слов — междометия, которые не могут быть отнесены ни к служебным, ни к знаменательным словам (oi-voi-voi «ой-ей-ей»).

### Словообразование
Наиболее распространенными типами словообразования являются: морфологический (суффиксальная деривация), синтаксический (словосложение) и морфолого-синтаксический (категориальный переход одной части речи в другую). При помощи суффиксов образуются одни категории слов от других (valgie «белый» — vallata «белить холст») или же меняется значение слова в пределах одной и той же категории (kala «рыба» — kalane «рыбка»). Обилие глагольных суффиксов позволяет передавать залоговые и видовые значения. В именном словосложении выделяются сочинительная (компулативная), менее продуктивная модель (muailma «мир» в значении «вселенная») и весьма продуктивные детерминативные модели двух вариантов:
1. номинативная неизменяемая форма определяющего компонента + изменяемая форма определяемого компонента (muštakulma «чернобровый»);
2. генитивная форма первого компонента + изменяемая форма определяемого компонента (kazin-rakko «мозоль»).

Морфолого-синтаксический способ сыграл ведущую роль в образовании служебных частей речи, а также про линии субстантивации, адъективизации, особенно причастий и адвербализации.

### Синтаксис
Типичный строй простого предложения — номинативный. Простое предложение может быть односоставным или двусоставным. Оно может быть нераспространённым и распространённым, полным и неполным. В простых предложениях часто отсутствует подлежащее, так как оно указывается дейктически, то есть личными окончаниями глаголов. В неопределённо-личных предложениях предикат выражается глагольной формой третьего лица мн. ч., в обобщённо-личных — второе лицо ед. ч. в презенсе, в безличных предложениях — безличными глаголами или личными, употребленными в значении безличного. В предложениях, выражающих принадлежностные отношения, сказуемым выступает глагол olla «есть»; подлежащим — слово, обозначающее обладаемое, а слово, выражающее обладателя, как правило, обстоятельством.

#### Порядок слов
Порядок слов в карельском предложении обычно относительно свободный. Обычно в начале предложения находится подлежащее, за ним следует сказуемое, дополнение или обстоятельство (SVO). Как правило, определение с относящимися к нему словами находится препозитивно по отношению к определяемому.
Структура сложного предложения в карельском языке осложнена разного рода пояснительными и свободными оборотами. По синтаксическим связям выделяются союзные и бессоюзные сложносочиненные предложения.

### Лексика
Лексика карельского языка и его диалектов включает слова общефинно-угорского (уральского) происхождения, обозначающие понятия, связанные с обыденной физической, физиологической и психической деятельностью человека, с добыванием средств к существованию (elie «жить», koda «лесной стан»). Есть слой лексики, присущий только прибалтийско-финским языкам (korva «ухо», lagi «потолок»); в карельском языке, однако, есть и слова, не встречающиеся в других родственных языках (hukka «волк»).
Из древних заимствований следует назвать слой балтийских заимствований (siemen «семя», tuohi «береста»). В карельский язык, как и в близкие ему, проникли многие слова германского происхождения (peldo «поле», merda «мережа»). О соседстве с носителями восточнославянских языков свидетельствуют древнерусские заимствования (guamno '«гумно», azruan «острога»). Влияние современного русского языка сказывается на всех уровнях языка, особенно на лексическом. Оно охватывает все стороны жизни и деятельности человека: культурно-политическую, производственную и т. д.

## Примеры
Различия в строе и лексике карельских языков можно проследить на следующих примерах перевода стихов Священного Писания.
- ливвиковский: Kolme vuottu Iisus käveli Juudies da Galileis.
- тверской: Kolme vuotta Iisus käveli Iudeissa da Galilejašša.
- собственно карельский: Kolmen vuuvven aijan Isussa kulki Juudiessa ta Galilejassa.

«Три года Иисус обходил Иудею и Галилею».
- ливвиковский: Händy kuundelemah kerävyttih suuret joukot rahvastu,
- тверской: Rahvašta keräydy šuurie arteliloida händä kuundelemah,
- собственно карельский: Rahvasta keräyty suuria joukkoja häntä kuuntelomah,

«Много народу собиралось, чтобы послушать его».
- ливвиковский: ku Iisusan sanois oli kummeksittavu vägi.
- тверской: žentän kun Iisusan paginoilla oli šuuri vägi.
- собственно карельский: sentäh kun Isussan pakinoilla oli suuri väki.

«Поскольку слово Иисуса имело великую силу».
- ливвиковский: Erähän kuulužan paginan Iisus pidi mäil.
- тверской: Yhen kuulovan paginan hiän pidi goralla.
- собственно карельский: Erähän kuulusan pakinan Isussa piti vuaralla.

Иисус произнёс знаменитую проповедь на горе.
- ливвиковский: Sentäh tädä paginua sanotah Mägipaginakse.
- тверской: Žentän šidä šanotah gorašanakši.
- собственно карельский: Sentäh sitä kučutah vuarapakinaksi.

«Поэтому её назвали Нагорной проповедью».
- ливвиковский: Iisus algoi Mägipaginan nenga:
- тверской: Iisus näin alotti gorašanan:
- собственно карельский: Näin Isussa alko vuarapakinan:

«Так Иисус начал Нагорную проповедь».
- ливвиковский: Ozakkahat ollah omassah hengel köyhät: heijän on taivahan valdukundu.
- тверской: Ožakkahat ollah hengissäh keyhät: hiän oma on taivašvaldakunda.
- собственно карельский: Osakkahat ollah henkessäh köyhät: heijän on taivahien valtakunta.

Блаженны нищие духом, ибо их есть Царствие Небесное
- ливвиковский: Rahvahien opastajes Iisus saneli arbavuspaginoi.
- тверской: Opaštuas’s’a inehmizie Iisus šaneli äijän arvautuššanoilla.
- собственно карельский: Opastuassah ihmisie Isussa pakasi äijän peittosanoilla.

«Поучая людей, Иисус говорил притчи».
- ливвиковский: Niilöis häi saneli Jumalah da ilmanigäzeh elokseh näh.
- тверской: Näin hiän pagizi Jumalah näh da iinigäzeštä elännäštä.
- собственно карельский: Näin hiän pakasi Jumalasta ta ijänkaikkisesta elämästä.

«Так он говорил о Боге и жизни вечной».
Из приведенных примеров видно, что носители всех трех языков в принципе в состоянии понимать друг друга, но в то же время зачастую используют разнокоренные слова для обозначения одних и тех же понятий, а также по разному формируют последовательность слов в предложении.

### Тверской диалект
|                                                | Puasinkoi on pieni karielan külä Tverin mualla. Šielä on nel'l'äkümmendä taluo. Šeizov külä joven rannalla. Jogi virduav hil'l'ah, žentän händä šanotah Tihvinča. Ümbäri on ülen šoma mua. – Tuatto šaneli: ammuin, monda šadua vuotta ennen, šinne tuldih Pohjois-Karielašta karielan rahvaš. Hüö leikkattih mečän i šeizatettih tämän külän. I nüt vielä küläššä šeizotah kojit, kumbazet on luaittu vanhašta mečäštä. (карел.) |  | Пуасинкой — небольшой карельский посёлок в Тверской области. Здесь сорок домов. Деревня лежит у реки. Река течёт медленно, поэтому она называется Тихвинитша. Окрестности очень красивы. (Мой) отец сказал (мне): однажды, много сотен лет назад, туда пришли карелы из Северной Карелии. Они вырубили лес, основали эту деревню и даже сейчас в деревне есть дома, построенные из деревьев старого леса. (рус.) |  |
| Отрывок текста с переводом из книги Armaš šana | |  | |  |

## История изучения
В Российской империи начало научному исследованию карельского языка положил финский языковед и сенатор Арвид Генетц (фин. Arvid Genetz; 1848—1915). Им были опубликованы три исследования, определившие в своей основе и деление карельского языка на наречия. Ими являются «Исследование о языке Русской Карелии», «Исследование о языке Олонецкой губернии», «Северные авангарды вепсов».
Позднее, в период младограмматизма, особое внимание уделяется исследованию фонетики карельского языка. Подобными являются монографии Х. Оянсуу «Историческая фонетика Олонецкого наречия карельского языка», Ю. Куела «Исследование по фонетике салминского говора», Э. Лескинен «Вокализм тулмозерского говора», Х. Лескинен «Историческая фонетика говоров северо-западного Приладожья», А. Турунен «Историческая фонетика людиковских говоров».
В годы СССР начало исследования карельского языка связано с именем профессора Д. В. Бубриха. В 1930 году в Автономной Карельской ССР был основан комплексный Карельский научно-исследовательский институт (КНИИ), и под руководством Дмитрия Владимировича начался сбор диалектологического материала по специально разработанной «Программе по собиранию материала для диалектологического атласа карельского языка» (в соавторстве с Н. А. Анисимовым), включавшей в себя около двух тысяч вопросов по фонетике, морфологии и лексике карельского языка. На основании собранного в 150 населённых пунктах материала был составлен «Диалектологический атлас карельского языка». Он позволил ещё раз определить особенности наречий карельского языка более чётко и определить территорию их функционирования.
В настоящее время исследования языка ведутся в Республике Карелия в Институте языка, литературы и истории Карельского научного центра РАН, в секторе языкознания. На карельском языке выходят газеты «Karielan Šana», «Oma Mua» и «Vienan Karjala».
Исследованиями финно-угорских языков, в том числе и карельского, занимаются в государственном НИЦ языков Финляндии (фин. Kotimaisten kielten tutkimus keskus) в Хельсинки, в Хельсинкском университете и университете Иювяскюля.